# 倪楚玉
倪楚玉（？—？），字瑞卿，福建福州府福清縣盐籍。

## 生平
二十八歲補弟子员，三困秋闱，万历三十一年（1603年）癸卯科福建乡试举人，曾任宁化县教谕，四十一年（1613年）癸丑科進士，授溧阳县知县，官至国子监助教。

## 家族
父倪肇安（1533年-1614年），字子仁，號静衷；母王孺人（1537年-1601年）。弟明玉、崑玉。
楚玉三娶皆王氏。子大初、大视、大禧。